# Gråkobbarna
Gråkobbarna är en ö i Finland. Den ligger i Skärgårdshavet eller Norra Östersjön och i kommunen Pargas i den ekonomiska regionen  Åboland i landskapet Egentliga Finland, i den sydvästra delen av landet. Ön ligger omkring 87 kilometer sydväst om Åbo och omkring 200 kilometer väster om Helsingfors.
Öns area är 1,3 hektar och dess största längd är 190 meter i sydöst-nordvästlig riktning. Ön höjer sig omkring 10 meter över havsytan.